# Moghulistán
Moghulistán neboli Východočagatajský chanát, také Moghulský chanát, byl mongolský stát ve Střední Asii a přímý pokračovatel Čagatajského chanátu (ulus), který se v letech 1340–1347 rozdělil na dvě části. Západočagatajský chanát padl v důsledku ztráty území během expanze Tamerlánovy říše, zatímco východní část s hlavním městem Almalik nazývaná Moghulistán vydržela nejdéle, a to až do 18. století. Stejně jako dřívější Čagatajův ulus, také východočagatajský stát se rozdělil na dva chanáty, východní Turpanský (od 1462, zanikl kolem roku 1660) a západní Jarkendský (1462–1705). Právě Jarkend byl nejdéle trvající baštou čagatajské moci ve Střední Asii.

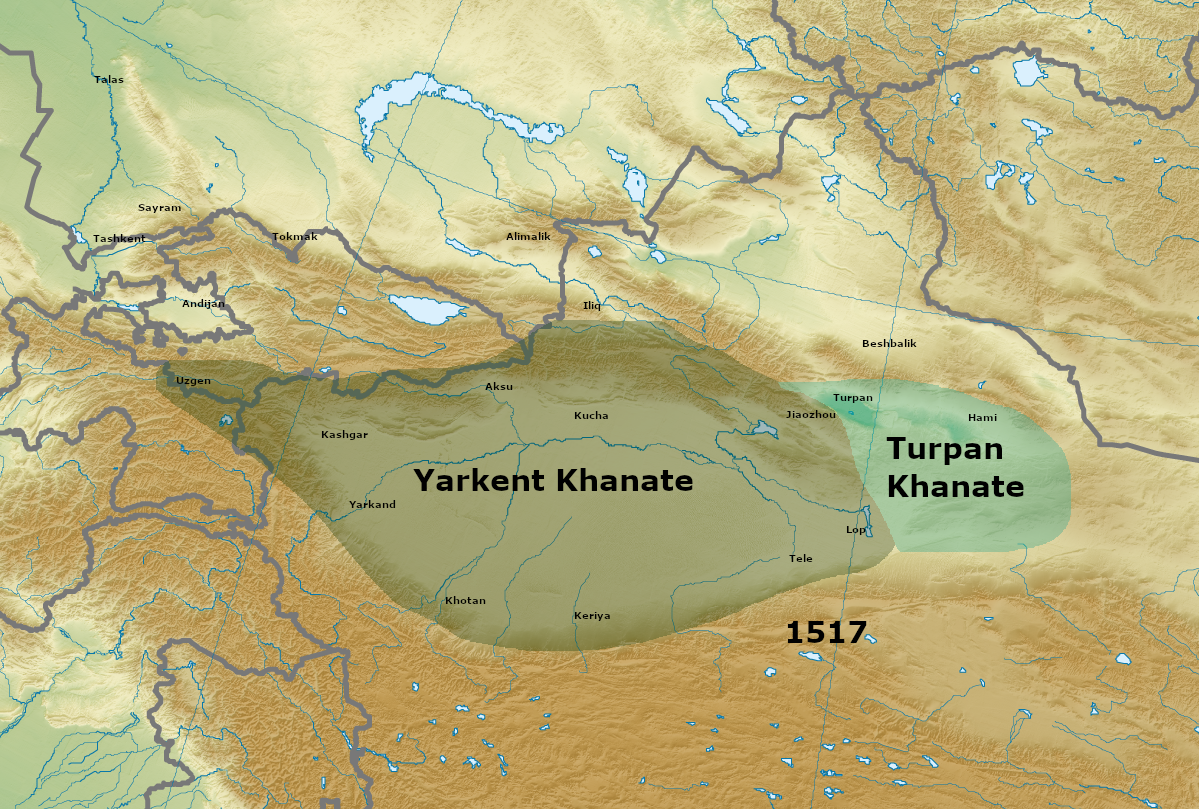
Moghulistán rozdělený na Jarkendský (západ) a Turpanský chanát (východ) v roce 1517

Na konci 16. století a 17. století zažíval Jarkendský chanát období decentralizace a úpadku. Moghulistán se rozpadal na drobná knížectví a slábl. Čagatajští chánové v té době postupně přicházeli o svou moc ve prospěch nižších mongolských vládců a súfijských sekt ovládajících oázy. Rivalita mezi největšími sektami súfijců vyvrcholila tím, že představitel jedné z nich uprchl do Tibetu za 5. dalajlámou. Vládce Tibetu přikývl a obrátil se na Džungarský chanát, aby sjednal nápravu. V té době navíc Moghulistán čelil hrozbě ze strany Kyrgyzů a rovněž Jarkend požádal o pomoc Džungary. Čagatajský Moghulistán přestal definitivně existovat v roce 1705, kdy Džungarové po svém vítězství nad Kyrgyzy dosadili v Jarkendu svého vlastního vládce z jedné ze súfijských sekt. Tím bylo ukončeno panování chánů čagatajské linie ve Střední Asii.

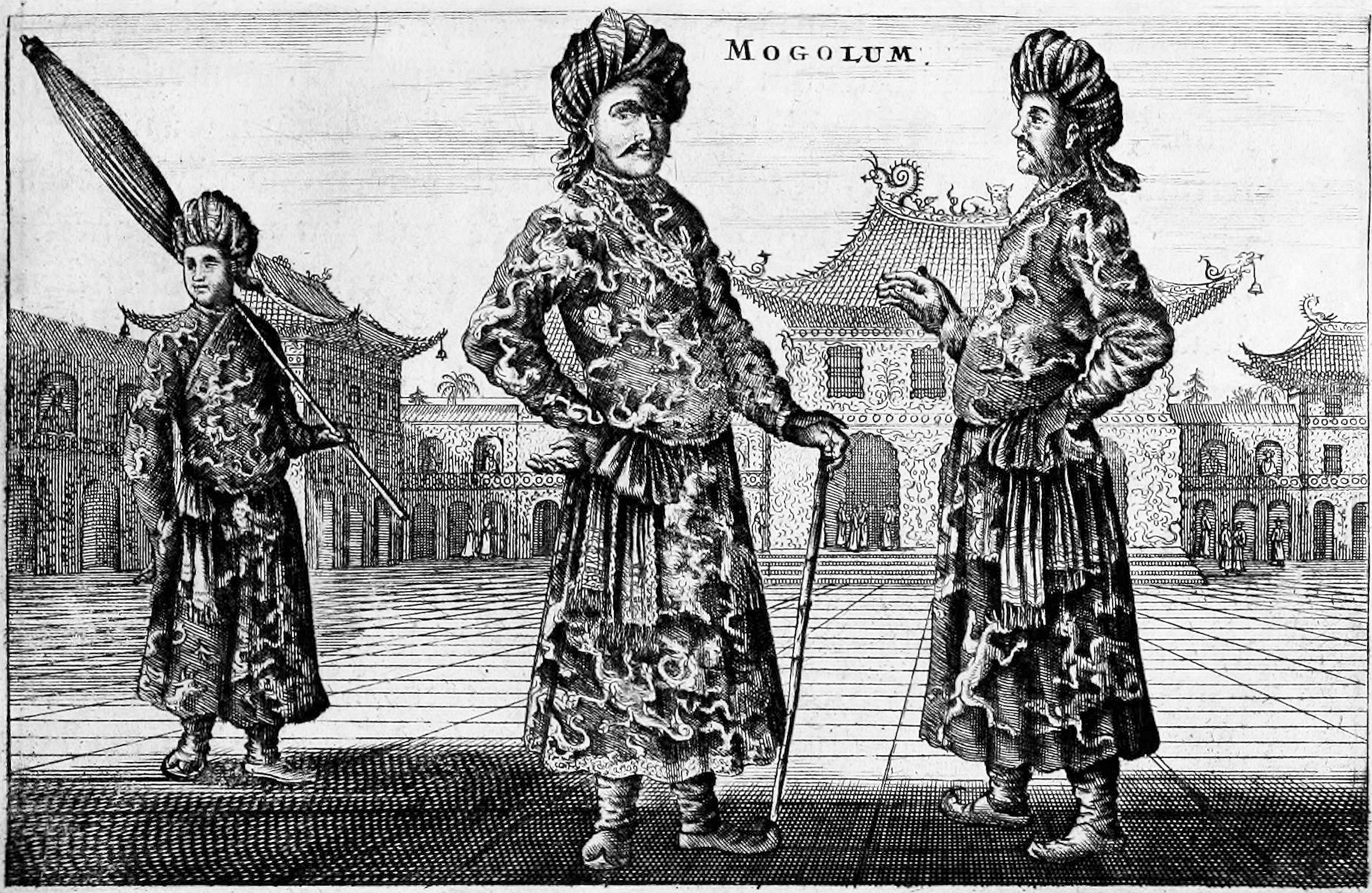
Moghulští vyslanci v Pekingu v roce 1656

Název Moghulistán pochází z perštiny a doslova znamená „země Moghulů“ (Mongolů). Číňané nazývaly Moghuly jako „Mongoly z Bešbaliku“ (别失八里).
Po zániku moghulských knížectví se dynastie čagatajských chánů podrobila čínským Čchingům a její potomci vládli Kumulskému chanátu (1696–1930) jako vazalové Číny až do roku 1930.